# 프락시테아
프락시테아(Praxithea)는 그리스 신화에 나오는 아테네왕 에레크테우스의 아내이다. 강의 신 케피소스의 딸 디오게니아가 프라시모스와의 사이에서 낳은 딸이다. 에레크테우스(또는 에리크토니오스)와 결혼하여 케크롭스를 비롯한 판도로스, 오르네우스, 메티온, 시키온, 테스피오스, 에우팔라모스 등의 아들과 크레우사, 크토니아, 오레이티아, 프로크리스 등의 딸을 낳았다. 한편 테스피아이 왕 테스피오스와 메가메데 사이에서 태어난 50명의 딸 가운데 하나도 프락시테아이다. 테스피오스는 영웅 헤라클레스의 혈통을 탐내어 50명의 딸들로 하여금 교대로 그와 동침하게 하였다. 프락시테아도 헤라클레스와 잠자리를 같이하여 네포스라는 아들을 낳았다.